# Wilhelm von Knobelsdorff-Brenkenhoff
Leopold Karl Wilhelm von Knobelsdorff-Brenkenhoff (* 14. Dezember 1769 in Wuthenow; † 2. November 1848 in Friedeberg (Neumark)) war ein preußischer Offizier und königlich-preußischer Landrat im Kreis Friedeberg/Neumark (1820–1832).

## Leben
Seine Eltern waren Friedrich Wilhelm von Knobelsdorff (1744–1813) und dessen Ehefrau Amalie Luise, geborene von Schmiedeberg (1746–1796) aus dem Hause Zeinicke; sein Bruder war der spätere Generalmajor Heinrich von Knobelsdorff. Wilhelm gehörte genealogisch zum Märkischen Stamm seiner Adelsfamilie und bekam 1842 die preußische Zustimmung zur Namens- und Wappenvereinigung mit denen von Brenkenhoff.
Er war Ritter des Johanniterordens und Besitzer des Rittergutes Mansfelde bei Friedeberg. Als Dragoner-Oberstleutnant meldete er sich 1812 als Freiwilliger beim 1. Neumärkischen Landwehr-Kavallerie-Regiment und nahm an den Befreiungskriegen gegen Napoleon (1813–1815) teil. Während seiner Abwesenheit leitete seine Ehefrau Franziska Karoline Philippine Elisabeth von Brenkenhoff (1775–1858), Tochter von Franz Balthasar Schönberg von Brenkenhoff, den Gutsbetrieb und die Erziehung ihrer sieben Söhne und einer Tochter.
Das Ehepaar hatte vier Söhne, die eigene Familien gründeten und Nachfahren hatten, sämtlich mit Gütern ausgestattet werden konnten und die Namensform von Knobelsdorff-Brenkenhoff führten. Der älteste Sohn Karl (1795–1858) erhielt Gut Lenzen, Heinrich (1798–1846) bekam Moritzburg im Kreis Deutsch-Krone, Helmuth (1804–1887) erbte das Stammgut Mansfelde und Aurel (1806–1882) mit Schmelzdorf bei Plathe einen Besitz in Pommern.
Wilhelm von Knobelsdorff-Brenkenhoff war zudem einer der ersten Ritterschaftsräte am Kur- und Neumärkisches Ritterschaftliches Kreditinstitut und mitzuständig für die Neumark sowie den Kreis Arnswalde, der bis in die 1930er Jahre zu Brandenburg gehörte. Das Familiengut Mansfelde konnte bis 1945 geführt werden, sein Urenkel, der kgl. preuß. Rittmeister Ernst von Knobelsdorff-Brenkenhoff (1869–1945), war der letzte Inhaber.